# Tezoyuca
Tezoyuca est une municipalité de l'État de Mexico, au Mexique. Elle couvre une superficie de 10,9 km2 et compte 41 333 habitants en 2015.